# Федоскино (Медведевський район)
Федо́скино (рос. Федоскино, марій. Ведесола) — присілок у складі Медведевського району Марій Ел, Росія. Входить до складу Знаменського сільського поселення.

## Населення
Населення — 83 особи (2010; 32 у 2002).
Національний склад (станом на 2002 рік):
- лучні марійці — 56 %
- росіяни — 28 %